# Daiya Maekawa
Daiya Maekawa (前川 黛也?, Maekawa Daiya; Hiroshima, 8 settembre 1994) è un calciatore giapponese, portiere del Vissel Kōbe e della nazionale giapponese.

## Biografia
È figlio dell'ex calciatore Kazuya Maekawa, che militò nella nazionale del Giappone, Daiya ha un fratello minore di nome Takara. Prendendo il padre a modello Daiya decide di diventare anche lui un portiere, benché nei primi anni dell'adolescenza ha giocato come difensore centrale, ha virato poi per la posizione in mezzo ai pali quando è aumentato in altezza.Inizia a giocare nella squadra del liceo Hiroshima Minami (prendendo parte a poche partite) è stato proprio in quel periodo che Daiya ha mosso i primi passi come portiere allenandosi con il padre Kazuya che a quel tempo allenava una squadra, infatti nonostante gli impegni con il lavoro Kazuya dedicava del tempo nella formazione del figlio, Daiya già ambiva a diventare un professionista.Dopo il diploma ha giocato nella squadra dell'Università del Kansai. Si è sposato nel 2017, lui e la moglie hanno due figli, un maschio e una femmina.

## Carriera

### Club
Nel 2017 entra a far parte del Vissel Kobe che milita nella massima divisione del calcio nipponico, tuttavia è stato solo nel 2018 che ha iniziato a giocare le sue prime partite, debuttando nella Coppa J. League nel match contro il V-Varen Nagasaki giocando a tempo pieno pareggiando per 2-2, sempre nel torneo Maekawa conquista le sue prime vittorie da professionista sconfiggendo per 2-0 il Sagan Tosu e per 3-0 lo Shonan Bellmare. Nei primi anni ha avuto poco spazio nella rosa titolare anche perché la squadra ha preferito affidarsi a portieri più navigati quali Hiroki Iikura e il sudcoreano Kim Seung-gyu. Il Vissel Kobe vince nel 2019 la Coppa dell'Imperatore, Maekawa gioca una sola partita, nella vittoria per 4-0 contro il Giravanz Kitakyushu. A partire dal 2020 prende parte alle partire di campionato con maggiore frequenza, gioca anche nella AFC Champions League vincendo i quarti di finale contro il Suwon Samsung Bluewings dove Maekawa ha giocato tutta la partita finita in pareggio per 1-1 prevalendo per 7-6 ai rigori, tuttavia il Vissel Kobe perde per 2-1 la semifinale contro l'Ulsan Hyundai, Maekawa ha subito un rigore nei tempi supplementari. 
Nel 2023 Maekawa diventa il portiere titolare del Vissel Kobe, proprio nello stesso anno la squadra vince per la prima volta la J1 League, la partita vinta per 2-1 contro l'Urawa Reds è stata controversa dal momento che Maekawa con il suo rinvio ha fornito l'assist vincente per il compagno Yūya Ōsako con cui ha segnato il gol vincente tuttavia quest'ultimo era in una posizione ritenuta in fuorigioco. Il successivo 25 novembre, grazie alla vittoria casalinga per 2-1 del Vissel Kōbe contro il Nagoya Grampus, si aggiudica con una giornata di anticipo il primo campionato della sua carriera, così come il primo della storia per il club amaranto.

### Nazionale
Debutta con la nazionale del Giappone il 16 novembre 2023 nelle qualificazioni dei mondiali nella vittoria per 5-0 contro la Birmania, tuttavia Maekawa è sceso in campo solo nei minuti finali della partita sostituendo Keisuke Ōsako.
Il 1º gennaio 2024 viene convocato come secondo portiere per la Coppa d'Asia 2023, non venendo tuttavia mai impiegato nelle 5 partite disputate dal Giappone. La nazionale nipponica viene eliminata ai quarti di finale e la scelta dell'allenatore Hajime Moriyasu è stata molto criticata siccome ha preferito a Maekawa come titolare fisso Zion Suzuki, benché fosse un portiere meno esperto, le cui prestazioni sono state deludenti.
Il 6 giugno 2024 gioca la sua prima partita a tempo pieno nella vittoria, sempre contro la Birmania, che si conclude ancora una volta con il risultato di 5-0, lo stesso dell'esordio di Maekawa con la nazionale.

## Statistiche

### Presenze e reti nei club
Statistiche aggiornate all'8 dicembre 2024.
| Stagione           | Club               | Campionato         | Campionato | Campionato | Coppe nazionali | Coppe nazionali | Coppe nazionali | Coppe continentali | Coppe continentali | Coppe continentali | Altre coppe | Altre coppe | Altre coppe | Totale | Totale |
| Stagione           | Club               | Comp               | Pres       | Reti       | Comp            | Pres            | Reti            | Comp               | Pres               | Reti               | Comp        | Pres        | Reti        | Pres   | Reti   |
| ------------------ | ------------------ | ------------------ | ---------- | ---------- | --------------- | --------------- | --------------- | ------------------ | ------------------ | ------------------ | ----------- | ----------- | ----------- | ------ | ------ |
| 2017               | Vissel Kōbe        | J1                 | 0          | 0          | CG+CdL          | 0               | 0               | -                  | -                  | -                  | -           | -           | -           | 0      | 0      |
| 2018               | Vissel Kōbe        | J1                 | 4          | -6         | CG+CdL          | 1+7             | 0 + -12         | -                  | -                  | -                  | -           | -           | -           | 12     | -18    |
| 2019               | Vissel Kōbe        | J1                 | 8          | -17        | CG+CdL          | 1+4             | 0 + -5          | -                  | -                  | -                  | -           | -           | -           | 13     | -22    |
| 2020               | Vissel Kōbe        | J1                 | 15         | -24        | CdL             | 0               | 0               | ACL                | 5                  | -6                 | SG          | 0           | 0           | 20     | -30    |
| 2021               | Vissel Kōbe        | J1                 | 19         | -17        | CG+CdL          | 1+4             | 0 + -6          | -                  | -                  | -                  | -           | -           | -           | 24     | -23    |
| 2022               | Vissel Kōbe        | J1                 | 18         | -22        | CG+CdL          | 0+1             | 0 + -1          | ACL                | 6                  | -8                 | -           | -           | -           | 25     | -31    |
| 2023               | Vissel Kōbe        | J1                 | 34         | -29        | CG+CdL          | 4+1             | -5+0            | -                  | -                  | -                  | -           | -           | -           | 39     | -34    |
| 2024               | Vissel Kōbe        | J1                 | 37         | -34        | CG+CdL          | 1+0             | 0               | ACL                | 4                  | -1                 | SG          | 1           | -1          | 43     | -36    |
| Totale Vissel Kōbe | Totale Vissel Kōbe | Totale Vissel Kōbe | 135        | -149       |                 | 25              | -29             |                    | 15                 | -15                |             | 1           | -1          | 176    | -194   |
| Totale carriera    | Totale carriera    | Totale carriera    | 135        | -149       |                 | 25              | -29             |                    | 15                 | -15                |             | 1           | -1          | 176    | -194   |

### Cronologia presenze e reti in nazionale
| Cronologia completa delle presenze e delle reti in nazionale ― Giappone | Cronologia completa delle presenze e delle reti in nazionale ― Giappone | Cronologia completa delle presenze e delle reti in nazionale ― Giappone | Cronologia completa delle presenze e delle reti in nazionale ― Giappone | Cronologia completa delle presenze e delle reti in nazionale ― Giappone | Cronologia completa delle presenze e delle reti in nazionale ― Giappone | Cronologia completa delle presenze e delle reti in nazionale ― Giappone | Cronologia completa delle presenze e delle reti in nazionale ― Giappone |
| Data                                                                    | Città                                                                   | In casa                                                                 | Risultato                                                               | Ospiti                                                                  | Competizione                                                            | Reti                                                                    | Note                                                                    |
| ----------------------------------------------------------------------- | ----------------------------------------------------------------------- | ----------------------------------------------------------------------- | ----------------------------------------------------------------------- | ----------------------------------------------------------------------- | ----------------------------------------------------------------------- | ----------------------------------------------------------------------- | ----------------------------------------------------------------------- |
| 16-11-2023                                                              | Suita                                                                   | Giappone                                                                | 5 – 0                                                                   | Birmania                                                                | Qual. Mondiali 2026                                                     | -                                                                       | 81’                                                                     |
| 6-6-2024                                                                | Yangon                                                                  | Birmania                                                                | 0 – 5                                                                   | Giappone                                                                | Qual. Mondiali 2026                                                     | -                                                                       |                                                                         |
| Totale                                                                  |                                                                         | Presenze                                                                | 2                                                                       |                                                                         | Reti                                                                    | 0                                                                       |                                                                         |

## Palmarès

### Club

#### Competizioni nazionali
- Coppa dell'Imperatore: 2

Vissel Kōbe: 2019, 2024
- Supercoppa del Giappone: 1

Vissel Kōbe: 2020
- Campionato giapponese: 2

Vissel Kōbe: 2023, 2024

### Nazionale
- Universiade: 1

Gwangju 2015